# Línea 5B (Urbanos de Torrejón de Ardoz)
La línea 5B de la red de autobuses urbanos de Torrejón de Ardoz es una línea circular que bordea la ciudad en el sentido de las agujas del reloj. El sentido contrario lo proporciona la línea 5A.

## Características
Fue puesta en servicio el 15 de noviembre de 2018, con el objetivo de descongestionar la línea circular 1B. Establece su cabecera de regulación en el Parque Europa, sin realizar parada junto al Hospital de Torrejón.
La línea circula exclusivamente por el término municipal de Torrejón de Ardoz. Como bien se expresa en la numeración interna del CRTM, recibe el número 5B148. El primer dígito corresponde a la línea, en este caso la línea 5B. Y los últimos tres dígitos corresponden al municipio por el que circula, en este caso 148 corresponde al municipio de Torrejón de Ardoz.
La línea mantiene los mismos horarios todo el año (exceptuando las vísperas de festivo y festivos de Navidad).
Está operada por la empresa ALSA mediante la concesión administrativa VCM-202 - Madrid - Torrejón de Ardoz - Alcalá de Henares - Meco (Viajeros Comunidad de Madrid) del Consorcio Regional de Transportes de Madrid.

## Horarios
| Lunes a viernes laborables lectivos           |    |          |       |          |          |       |          |          |       |          |          |       |          |          |       |          |       |
| L5B Circular: Parque Europa > Plaza de España |    |          |       |          |          |       |          |          |       |          |          |       |          |          |       |          |       |
| 07                                            | 08 | 09       | 10    | 11       | 12       | 13    | 14       | 15       | 16    | 17       | 18       | 19    | 20       | 21       | 22    | 23       | 00    |
| 20 35 55                                      | 10 | 00 45    | 30    | 15       | 00 45    | 30    | 15       | 00 45    | 30    | 15       | 00 45    | 30    | 15       | 00 45    | 30    |          |       |
| Lunes a viernes laborables no lectivos        |    |          |       |          |          |       |          |          |       |          |          |       |          |          |       |          |       |
| L5B Circular: Parque Europa > Plaza de España |    |          |       |          |          |       |          |          |       |          |          |       |          |          |       |          |       |
| 07                                            | 08 | 09       | 10    | 11       | 12       | 13    | 14       | 15       | 16    | 17       | 18       | 19    | 20       | 21       | 22    | 23       | 00    |
|                                               |    | 00 45    | 30    | 15       | 00 45    | 30    | 15       | 00 45    | 30    | 15       | 00 45    | 30    | 15       | 00 45    | 30    | 15       | 00    |
| Sábados laborables, domingos y festivos       |    |          |       |          |          |       |          |          |       |          |          |       |          |          |       |          |       |
| L5B Circular: Parque Europa > Plaza de España |    |          |       |          |          |       |          |          |       |          |          |       |          |          |       |          |       |
| 07                                            | 08 | 09       | 10    | 11       | 12       | 13    | 14       | 15       | 16    | 17       | 18       | 19    | 20       | 21       | 22    | 23       | 00    |
|                                               |    | 00 30 45 | 15 30 | 00 15 45 | 00 30 45 | 15 30 | 00 15 45 | 00 30 45 | 15 30 | 00 15 45 | 00 30 45 | 15 30 | 00 15 45 | 00 30 45 | 15 30 | 00 15 45 | 00 30 |

Paso por la Plaza de España aproximadamente 15 minutos después de su salida del Parque Europa. Duración del recorrido circular completo aproximadamente 45 minutos.

## Recorrido y paradas
| Código | Zona | Localidad         | Denominación                                               | Ubicación                       | Líneas de la parada                                        | Cercanías         |
| ------ | ---- | ----------------- | ---------------------------------------------------------- | ------------------------------- | ---------------------------------------------------------- | ----------------- |
| 20487  |      | Torrejón de Ardoz | Calle Álamo - Parque Europa                                | Calle Álamo S/Nº                | 5B                                                         |                   |
| 12946  |      | Torrejón de Ardoz | Calle de Hilados - Comisaría                               | Calle de Hilados Nº15           | 2 5B                                                       |                   |
| 06923  |      | Torrejón de Ardoz | Calle de Hilados - Parque Cataluña                         | Calle de Hilados Nº8            | 224A 1B 2 3 5B                                             |                   |
| 06920  |      | Torrejón de Ardoz | Calle de Hilados - Centro Cultural                         | Calle de Hilados S/Nº           | 1B 2 3 5B                                                  |                   |
| 06918  |      | Torrejón de Ardoz | Calle Forja - Calle del Oxígeno                            | Calle Forja Nº1                 | 1B 2 3 5B                                                  |                   |
| 17500  |      | Torrejón de Ardoz | Calle de la Solana - Calle Madera                          | Calle de la Solana Nº15         | 1B 5B                                                      |                   |
| 17501  |      | Torrejón de Ardoz | Calle de la Solana - Carretera de Loeches                  | Calle de la Solana Nº1          | 1B 5B                                                      |                   |
| 06912  |      | Torrejón de Ardoz | Avenida de la Constitución - Calle Cantalarrana            | Avenida de la Constitución Nº59 | 824 N202 1B 2 3 5B 6                                       |                   |
| 07430  |      | Torrejón de Ardoz | Avenida de la Constitución - Estación de Torrejón de Ardoz | Avenida de la Constitución Nº11 | 340 824 1B 2 3 5B                                          | Torrejón de Ardoz |
| 18255  |      | Torrejón de Ardoz | Avenida de las Fronteras - Avenida de la Constitución      | Avenida de las Fronteras Nº2A   | 215 224 224A 261824 VAC-2431B 2 5B                         |                   |
| 11505  |      | Torrejón de Ardoz | Avenida de las Fronteras - Centro de salud                 | Avenida de las Fronteras Nº6    | 1B 4 5B                                                    |                   |
| 06903  |      | Torrejón de Ardoz | Avenida de las Fronteras - Calle de Madrid                 | Avenida de las Fronteras Nº16   | 215 223 224 224A 251 252 261824 N202 VAC-022VAC-2431B 4 5B |                   |
| 06902  |      | Torrejón de Ardoz | Calle de Madrid - Colegio                                  | Calle de Madrid Nº6             | 226 1B 5B                                                  |                   |
| 06900  |      | Torrejón de Ardoz | Calle de Madrid - Calle de Ciudad Real                     | Calle de Madrid Nº34            | 1B 5B                                                      |                   |
| 06898  |      | Torrejón de Ardoz | Calle Veredilla - Avenida de la Virgen de Loreto           | Calle Veredilla S/Nº            | 1B 5B                                                      |                   |
| 06896  |      | Torrejón de Ardoz | Calle de Turín - Calle Veredilla                           | Calle de Turín Nº2              | 1B 5B                                                      |                   |
| 06892  |      | Torrejón de Ardoz | Avenida de Madrid - Calle de Turín                         | Avenida de Madrid Nº2           | 226 1B 5B                                                  |                   |
| 07235  |      | Torrejón de Ardoz | Avenida de Madrid - Parque de las Veredillas               | Avenida de Madrid Nº20          | 226 1B 5B                                                  |                   |
| 06890  |      | Torrejón de Ardoz | Avenida de Madrid - Calle de Milán                         | Avenida de Madrid Nº40          | 226 1B 5B                                                  |                   |
| 06889  |      | Torrejón de Ardoz | Avenida de Madrid - Calle de Budapest                      | Avenida de Madrid Nº60          | 226 1B 5B                                                  |                   |
| 09559  |      | Torrejón de Ardoz | Avenida de Madrid - Centro de salud                        | Avenida de Madrid Nº66          | 226 1B 5B                                                  |                   |
| 16534  |      | Torrejón de Ardoz | Avenida de Madrid - Instituto                              | Avenida de Madrid S/Nº          | 1B 5B                                                      |                   |
| 16533  |      | Torrejón de Ardoz | Carretera de la Base - Avenida de la Constitución          | Carretera de la Base Nº3        | 226 1B 5B 6                                                |                   |
| 06938  |      | Torrejón de Ardoz | Calle de la Circunvalación - Calle de la Solana            | Calle de la Circunvalación Nº97 | 224A 1B 5B                                                 |                   |
| 06935  |      | Torrejón de Ardoz | Calle de la Circunvalación - Calle del Abedul              | Calle de la Circunvalación Nº57 | 224A 1B 5B                                                 |                   |
| 06932  |      | Torrejón de Ardoz | Calle de la Circunvalación - Calle del Hierro              | Calle de la Circunvalación Nº16 | 224A 1B 5B                                                 |                   |
| 06929  |      | Torrejón de Ardoz | Calle Brújula - Centro de salud                            | Calle Brújula Nº4               | 224A 1B 3 5B                                               |                   |
| 20487  |      | Torrejón de Ardoz | Calle Álamo - Parque Europa                                | Calle Álamo S/Nº                | 5B                                                         |                   |